# Revò
Revò (im Nones-Dialekt: Rvòu) ist eine Fraktion der italienischen Gemeinde (comune) Novella in der Provinz Trient, Region Trentino-Südtirol.

## Etymologie
Der Name wurde um 1200 erstmals als Beinamen als Prugnolo de Roo und Lazaro de Roao erwähnt. Nach Giulia Mastrelli Anzilotti ist der Name mit dem Suffix ò vorrömischen Ursprungs, wie beispielsweise auch bei Cagnò und Vervò. Er könnte sich aus dem Wort *rova (deut. Erdrutsch) ableiten. Im benachbarten deutschsprachigen Deutschnonsberg wird der Ort mit dem Exonym Nussdorf am Nonsberg oder Rawau bezeichnet.

## Wappen
Das ehemalige Gemeindewappen wurde 1986 eingeführt und bis zur Auflösung der Gemeinde 2019 geführt. Es nimmt Bezug auf den bei Revò traditionell verbreiteten Weinbau, durch den der Ort bekannt wurde, vor allem durch die Sorte  Groppello aus Revò. Blasonierung: „In gold blätterreiche Trauben des Groppello in Natur“.

## Geographie
Der Ort liegt etwa 36 Kilometer nordnordwestlich von Trient im oberen Nonstal auf einer Höhe von 724 m s.l.m. oberhalb der Santa-Giustina-Talsperre.

## Geschichte
Revò war bis 2019 eine eigenständige Gemeinde und schloss sich am 1. Januar 2020 mit den Nachbargemeinden Brez, Cagnò, Cloz und Romallo zur neuen Gemeinde Novella zusammen. Zum ehemaligen Gemeindegebiet gehörte auch der Ortsteil Tregiovo.

## Persönlichkeiten
- Karl Anton von Martini (1726–1800), österreichischer Rechtsphilosoph
- Giovanni Canestrini (1835–1900), italienischer Zoologe
- Jakob Fellin (1869–1951), österreichischer Bibliothekar
- Lino Ziller (1908–1975), italienischer Partisan und Politiker

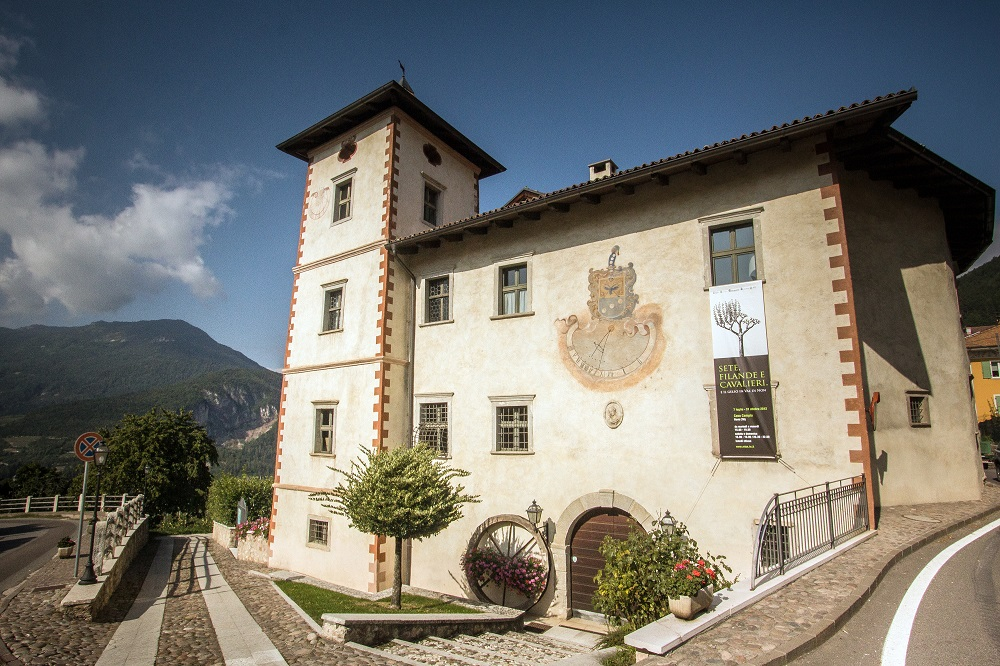
Casa Campia
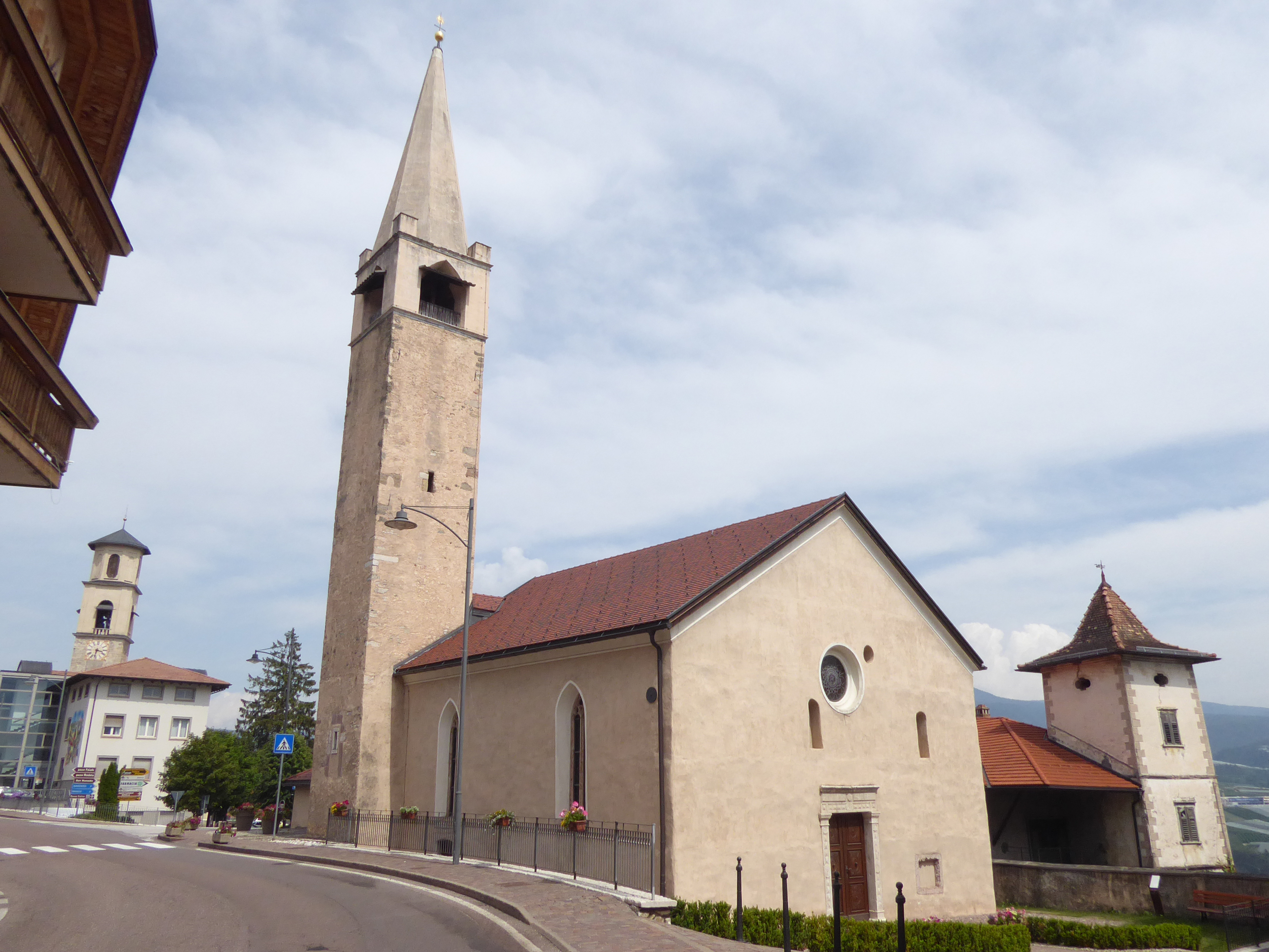
Kirche Madonna del Carmine
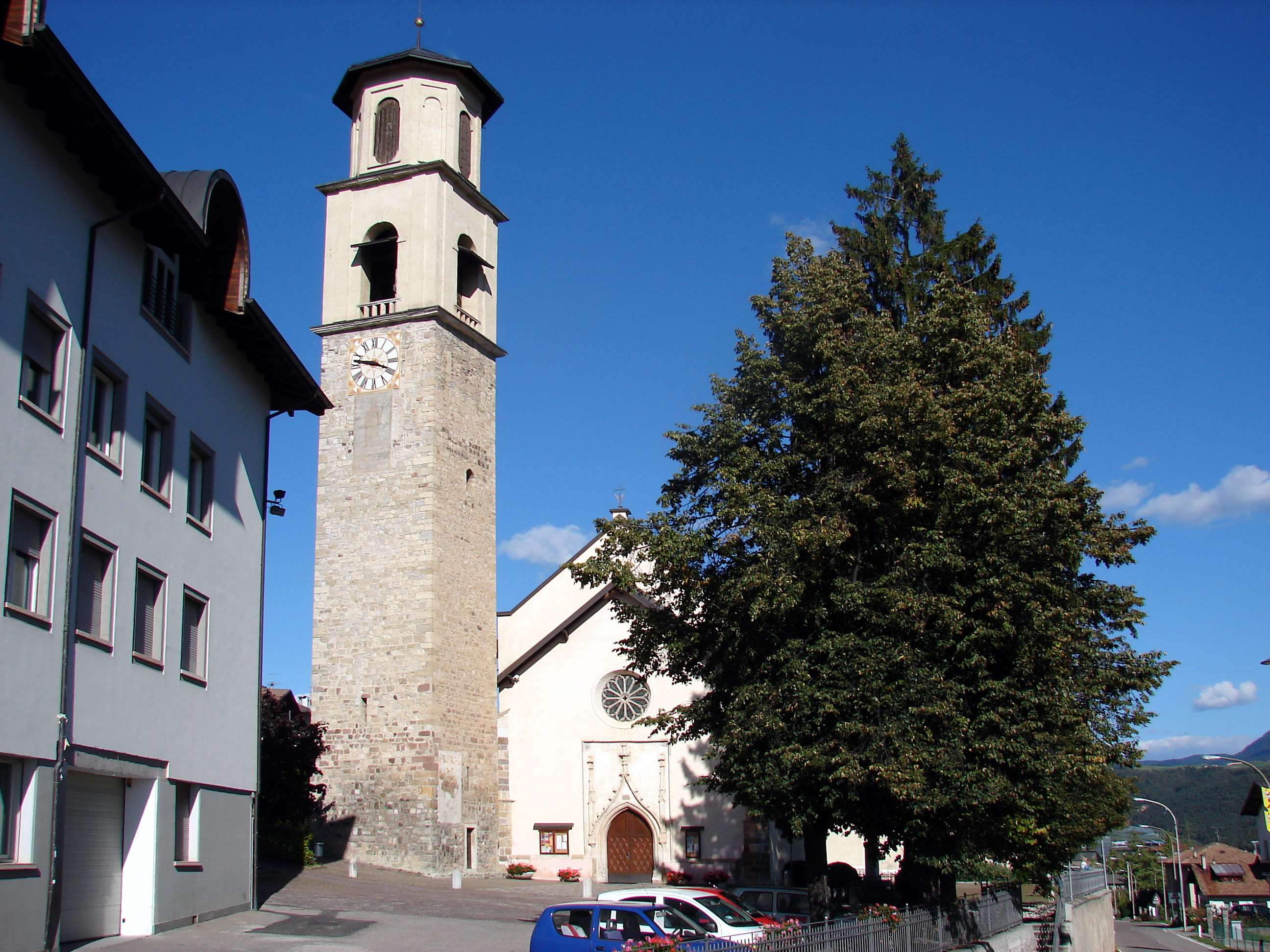
Pfarrkirche Santo Stefano